# Mistrovství Evropy juniorů ve sportovním lezení
Mistrovství Evropy juniorů ve sportovním lezení patří mezi juniorská kontinentální mistrovství ve sportovním lezení juniorů a mládeže, v Evropě pořádané každoročně od roku 2012 Mezinárodní federací sportovního lezení (IFSC) ve třech věkových kategoriích od 14 do 19 let. V Evropě se pořádá od roku 1996 Evropský pohár juniorů ve sportovním lezení, vrcholným závodem je Mistrovství světa juniorů ve sportovním lezení, Český horolezecký svaz pořádá Mistrovství České republiky mládeže v soutěžním lezení a Český pohár mládeže v soutěžním lezení. Mezi další evropské závody patří Mistrovství Evropy ve sportovním lezení a Akademické mistrovství Evropy ve sportovním lezení, které jsou pořádány jednou za dva roky a střídají se s Mistrovstvím světa ve sportovním lezení a Akademickým mistrovstvím světa ve sportovním lezení.

## Historie
První Mistrovství Evropy juniorů ve sportovním lezení proběhlo v roce 2012 pouze ve dvou disciplínách v lezení na obtížnost a na rychlost. V roce 2013 přibylo také Mistrovství Evropy juniorů v boulderingu pořádané v samostatném termínu. V roce 2014 a 2015 bylo Mistrovství Evropy juniorů součástí Evropského poháru juniorů (konalo se celkově méně závodů Evropského poháru).

## Češi na MEJ
První (zlatou) medaili i vítězství zde získal v roce 2015 Matěj Burian v lezení na rychlost v kategorii B.
V roce 2016 přidal Jakub Konečný zlatou medaili také v lezení na obtížnost, v kategorii A a v roce 2018 také jako junior.
Do finále se dostali následující závodníci: mezi juniory 6. Jan Kříž v lezení na rychlost. V kategorii A: 10. Tereza Svobodová v lezení na obtížnost; 4. a 7. Jan Kříž a 8. Pavel Krutil v lezení na rychlost. V kategorii B: 6. Vojtěch Trojan, 9. Veronika Peltrámová a 7. Eliška Adamovská.

## Kategorie
- Junioři a Juniorky (18 – 19 let)
- chlapci a dívky kategorie A (16 – 17 let)
- chlapci a dívky kategorie B (14 – 15 let)

## Mistrovství Evropy juniorů
|       | Rok  | Místo                  | Datum               | Web                              | Disciplíny | Disciplíny | Disciplíny | Disciplíny | Závodníci | Závodníci | Závodníci | Země   | Země   | Země |
| ----- | ---- | ---------------------- | ------------------- | -------------------------------- | ---------- | ---------- | ---------- | ---------- | --------- | --------- | --------- | ------ | ------ | ---- |
| počet | Rok  | Místo                  | Datum               | Web                              | obtížnost  | rychlost   | bouldering | jun.       | kat. A    | kat. B    | jun.      | kat. A | kat. B |      |
| I.    | 2012 | Gémozac                | 2.-4. listopadu     | gemozac-escalade-competition.com | 2          | •          | •          |            | 75        | 113       | 120       |        |        |      |
| II.   | 2013 | Grindelwald            | 25.-26. května      | boulderhappening.ch              | 1          |            |            | •          | 68        | 91        | 76        |        |        |      |
| II.   | 2013 | Imst                   | 25.-28. července    | klettern-imst.com                | 2          | •          | •          |            | 111       | 159       | 127       |        |        |      |
| III.  | 2014 | Edinburgh              | 14.-15. června      |                                  | 2          | •          | •          |            | 76        | 109       | 90        |        |        |      |
| III.  | 2014 | Arco                   | 6.-7. září          | youthboulder14.eu                | 1          |            |            | •          | 70        | 86        | 79        |        |        |      |
| IV.   | 2015 | Edinburgh              | 12.-14. června      |                                  | 2          | •          | •          |            | 68        | 83        | 89        |        |        |      |
| IV.   | 2015 | L'Argentière la Bessée | 21.-22. července    |                                  | 1          |            |            | •          | 59        | 62        | 57        |        |        |      |
| V.    | 2016 | Längenfeld             | 4.-6. srpna         |                                  | 1          |            |            | •          | 78        | x         | x         |        |        |      |
| V.    | 2016 | Mitterdorf             | 2.-4. září          |                                  | 2          | •          | •          |            | x         | x         | x         |        |        |      |
| VI.   | 2017 | Slaný                  | 14.-15. září        |                                  | 1          |            |            | •          | x         | x         | x         |        |        |      |
| VI.   | 2017 | Perm                   | 28. září – 1. října |                                  | 2          | •          | •          |            | x         | x         | x         |        |        |      |
| VI.   | 2018 | Imst                   | 25.-27. května      |                                  | 2          | •          | •          |            | x         | x         | x         |        |        |      |
| VI.   | 2018 | Brusel                 | 31. srpna – 2. září |                                  | 1          |            |            | •          | x         | x         | x         |        |        |      |

## Výsledky juniorů a juniorek

### Obtížnost J
| rok  | zlato                             | stříbro                            | bronz                                | další pořadí                              | finále | semi  | počet |
| ---- | --------------------------------- | ---------------------------------- | ------------------------------------ | ----------------------------------------- | ------ | ----- | ----- |
| 2012 | Domen Škofic Magdalena Röck       | Marcello Bombardi Hélène Janicot   | Stefano Ghisolfi Laura Michelard     | 17. Roman Kučera 24. Eva Křížová          | 10     | —     | 24 26 |
| 2013 | Dmitrij Fakirjanov Magdalena Röck | Domen Škofic Katharina Posch       | Yiftach Kushnir Tina Johnsen Hafsaas | 15. Petr Čermák 15. Tereza Svobodová      | 10     | —     | 44 34 |
| 2014 | Maël Bonzom Anak Verhoeven        | Martin Bergant Jessica Pilz        | Sebastian Halenke Julia Chanourdie   | 18. Martin Jech 15. Tereza Svobodová      | 10 11  | —     | 30 23 |
| 2015 | Hannes Puman Jessica Pilz         | Dimitri Vogt Anak Verhoeven        | Fedir Samoilov Julia Fiser           | 12. Martin Jech 20. Veronika Scheuerová   | 8      | 21    | 21    |
| 2016 | Sergej Bydtajev Kajsa Rosén       | Hannes Puman Alina Ring            | Georg Parma Andrea Kümin             | 33. Mikuláš Keller 26 Veronika Scheuerová | 8      | 26    | 40 31 |
| 2017 | Sascha Lehmann Michelle Hulliger  | Vladislav Ševčenko Heloïse Doumont | Hugo Parmentier Laura Stöckler       | —                                         | 8      | 20 18 | 20 18 |
| 2018 | Jakub Konečný Nolwenn Arc         | Mathias Posch Michelle Hulliger    | David Oberprantacher Vita Lukan      | 20. Vojtěch Trojan 16. Sabina Večeřová    | 8      | 26 24 | 43 24 |

### Rychlost J
| rok  | zlato                                | stříbro                                  | bronz                                | další pořadí                        | finále | semi   | počet |
| ---- | ------------------------------------ | ---------------------------------------- | ------------------------------------ | ----------------------------------- | ------ | ------ | ----- |
| 2012 | Volodymyr Zinchenko Julija Kaplinová | Anton Poliakov Anouck Jaubert            | Marcin Dzieński Aleksandra Rudzińska | 13. Roman Kučera 11. Eva Křížová    | 4      | 8      | 13 12 |
| 2013 | Artem Savelyev Anouck Jaubert        | Yegor Kondratiuk Aleksandra Rudzińska    | Vladislav Deulin Varvara Shatalova   | —                                   | 4      | 8      | 22 11 |
| 2014 | Quentin Nambot Nina Lach             | Alessandro Santoni Varvara Shatalova     | Sergej Luzhetskii Alexandra Elmer    | 6. Jan Kříž —                       | 4      | 8      | 14 9  |
| 2015 | Alexandr Šikov Patrycja Chudziak     | Georgy Artamonov Yana Lugovenko          | Ludovico Fossali Aurelia Sarisson    | 9. Jan Kříž —                       | 4      | 8      | 13    |
| 2016 | Pierre Rebreyend Aurelia Sarisson    | Lev Rudatskiy Darja Kanová               | Ludovico Fossali Irina Sabitova      | 12. Pavel Krutil 15. Andrea Pokorná | 4      | 8/16 8 | 24 15 |
| 2017 | Lev Rudatskiy Darja Kanová           | Kostiantyn Pavlenko Ekaterina Barashchuk | Gian Luca Zodda Elizaveta Ivanova    | —                                   | 4      | 8/16 8 | 16 14 |
| 2018 | Petr Zemliakov Elizaveta Ivanova     | Sergei Rukin Jelena Remizovová           | Gian Luca Zodda Jelena Krasovská     | — 20. Sára Urbanová                 | 4      | 8      | 30 26 |

### Bouldering J
| rok  | zlato                            | stříbro                                | bronz                                | další pořadí                                  | finále | semi | počet |
| ---- | -------------------------------- | -------------------------------------- | ------------------------------------ | --------------------------------------------- | ------ | ---- | ----- |
| 2013 | Domen Škofic Karoline Sinnhuber  | Loic Timmermans Victoria Klemm         | Jonas Winter Manon Hily              | 40. Dominik Otto —                            | 6      | —    | 41 27 |
| 2014 | David Firnenburg Jessica Pilz    | Michael Piccolruaz Annalisa De Marco   | Jonatan Flor Vazquez Katja Kadič     | 35.—37. Denis Pail 25.—26. Kateřina Kendíková | 6      | —    | 37 33 |
| 2015 | Anže Peharc Staša Gejo           | Hamish Potokar Jessica Pilz            | Kentin Boulay Margaux Pucheux        | 29. Martin Kuhnel —                           | 8      | —    | 32 27 |
| 2016 | Nicolas Pelorson Staša Gejo      | Jules Nicouleau Bourles Johanna Färber | Jan-Luca Posch Molly Thompson- Smith | 45.-46. Michal Běhounek 18. Veronika Šimková  | 6      | —    | 49 29 |
| 2017 | Jan-Luca Posch Franziska Sterrer | Hugo Parmentier Ida Kups               | Yannick Flohé Laura Stöckler         | 27. Vojtěch Trojan 8. Veronika Šimková        | 6      | -    | 37 25 |
| 2018 | neznámá vlajka · neznámá vlajka  | neznámá vlajka · neznámá vlajka        | neznámá vlajka · neznámá vlajka      | Česko · Česko                                 |        |      |       |

## Výsledky chlapců a dívek v kategorii A

### Obtížnost A
| rok  | zlato                                | stříbro                             | bronz                            | další pořadí                           | finále | semi  | počet |
| ---- | ------------------------------------ | ----------------------------------- | -------------------------------- | -------------------------------------- | ------ | ----- | ----- |
| 2012 | Loic Timmermans Jessica Pilz         | Ghislain Pipers Ana Tiripa          | Sebastian Halenke Anak Verhoeven | 27. Petr Čermák 10. Tereza Svobodová   | 11 14  | —     | 43 34 |
| 2013 | Hannes Puman Jessica Pilz            | Martin Bergant Anak Verhoeven       | Bernhard Röck Hannah Schubert    | 31. Martin Jech 22. Jana Vincourková   | 10     | —     | 66 45 |
| 2014 | Georg Parma Alina Ring               | Fedir Samoilov Molly Thompson-Smith | Hugo Parmentier Hannah Schubert  | 26. Petr Kliger 17. Eliška Vlčková     | 11 10  | —     | 40 37 |
| 2015 | Stefano Carnati Janja Garnbret       | Hugo Parmentier Alina Ring          | William Bosi Asja Gollo          | 7. Jakub Konečný —                     | 8      | 26    | 31 30 |
| 2016 | Jakub Konečný Eva Maria Hammelmüller | Arsène Duval Michelle Hulliger      | Nikolai Iarilovets Mia Krampl    | 19. Vojtěch Trojan 19. Lenka Slezáková | 8 9    | 26 27 | 48 39 |
| 2017 | Filip Schenk Vita Lukan              | Nathan Martin Nolwenn Arc           | Sam Avezou Celina Schoibl        | 15. Šimon Potůček 20. Eliška Adamovská | 8      | 24 26 | 24 26 |
| 2018 | Alberto Ginés López Sandra Lettner   | Luka Potočar Laura Rogora           | Louis Gundolf Vanda Michalková   | 22. Šimon Potůček 9. Eliška Adamovská  | 8      | 26 27 | 49 47 |

### Rychlost A
| rok  | zlato                             | stříbro                                 | bronz                                    | další pořadí                             | finále  | semi | počet |
| ---- | --------------------------------- | --------------------------------------- | ---------------------------------------- | ---------------------------------------- | ------- | ---- | ----- |
| 2012 | Sergej Luzhetskii Alexandra Elmer | Alessandro Santoni Svetlana Motovilova  | Georgy Artamonov Nina Lach               | 4. Jan Kříž —                            | 8/4     | —    | 21 15 |
| 2013 | Alexandr Šikov Jelena Markuševa   | Maksim Diachkov Patrycja Chudziak       | Gian-Luca Grichting Alexandra Elmer      | 7. Jan Kříž 13. Veronika Scheuerová      | 8/4 7/3 | —    | 28 20 |
| 2014 | Maksim Diachkov Yana Lugovenko    | Kostiantyn Pavlenko Anastasia Manuylova | Ludovico Fossali Patrycja Chudziak       | 12. Pavel Krutil 12. Veronika Scheuerová | 8/4     | — 16 | 15 17 |
| 2015 | Lev Rudatskiy Darja Kanová        | Ilia Popov Elizaveta Ivanova            | Kostiantyn Pavlenko Ekaterina Barashchuk | 8. Pavel Krutil —                        | 4       | 8    | 10 12 |
| 2016 | Georgii Morozov Elizaveta Ivanova | Sergej Rukin Ekaterina Barashchuk       | Petr Zemlyakov Elma Fleuret              | 12. Matěj Burian 18. Sára Urbanová       | 4       | 8/16 | 27 22 |
| 2017 | neznámá vlajka · neznámá vlajka   | neznámá vlajka · neznámá vlajka         | neznámá vlajka · neznámá vlajka          | Česko · Česko                            |         |      |       |
| 2018 | neznámá vlajka · neznámá vlajka   | neznámá vlajka · neznámá vlajka         | neznámá vlajka · neznámá vlajka          | Česko · Česko                            |         |      |       |

### Bouldering A
| rok  | zlato                            | stříbro                          | bronz                                     | další pořadí                                 | finále | semi | počet |
| ---- | -------------------------------- | -------------------------------- | ----------------------------------------- | -------------------------------------------- | ------ | ---- | ----- |
| 2013 | Yohann Dechamps Margaux Pucheux  | Anže Peharc Jessica Pilz         | Kentin Boulay Staša Gejo                  | 44.—45. Tomáš Skála 29. Veronika Scheuerová  | 6      | —    | 46 45 |
| 2014 | Baptiste Ometz Franziska Sterrer | Bernhard Krenmayr Staša Gejo     | Anže Peharc Jara Späte                    | 29. Michal Běhounek 13.—14. Veronika Šimková | 6      | —    | 47 39 |
| 2015 | Aidan Roberts Janja Garnbret     | Baptiste Ometz Franziska Sterrer | Jules Nicouleau Bourles Iuliia Panteleeva | —                                            | 8      | —    | 33 29 |
| 2016 | Filip Schenk Giorgia Tesio       | Leo Avezou Giulia Medici         | Matteo Manzoni Eva Maria Hammelmüller     | 37. Aleš Maršík 37.-38. Aneta Loužecká       | 6      | —    | 49 44 |
| 2017 | neznámá vlajka · neznámá vlajka  | neznámá vlajka · neznámá vlajka  | neznámá vlajka · neznámá vlajka           | Česko · Česko                                |        |      |       |
| 2018 | neznámá vlajka · neznámá vlajka  | neznámá vlajka · neznámá vlajka  | neznámá vlajka · neznámá vlajka           | Česko · Česko                                |        |      |       |

## Výsledky chlapců a dívek v kategorii B

### Obtížnost B
| rok  | zlato                                    | stříbro                             | bronz                                | další pořadí                                | finále | semi  | počet |
| ---- | ---------------------------------------- | ----------------------------------- | ------------------------------------ | ------------------------------------------- | ------ | ----- | ----- |
| 2012 | Georg Parma Hannah Schubert              | Lucas Mesnard Staša Gejo            | Ruben Firnenburg Anastasia Karkavina | 33.—34. Petr Kliger 16. Kateřina Zachrdlová | 10     | —     | 42 43 |
| 2013 | Stefano Carnati Janja Garnbret           | Sascha Lehmann Eva Scroccaro        | Anton Sviridov Iuliia Panteleeva     | 24. Vojtěch Trojan 14. Kateřina Zachrdlová  | 10     | —     | 52 39 |
| 2014 | Giorgio Bendazzoli Janja Garnbret        | Mathias Posch Asja Gollo            | Léo Ferrera Tjasa Slemensek          | 6. Vojtěch Trojan 9. Veronika Peltrámová    | 11 10  | —     | 32 31 |
| 2015 | Mikel Asier Linacisoro Molina Mia Krampl | Léo Ferrera Viktoriia Meshkova      | Pietro Biagini Giorgia Tesio         | — 7. Eliška Adamovská                       | 8      | 26    | 33 34 |
| 2016 | Noé Moutault Laura Rogora                | Sam Avezou Sandra Lettner           | Semen Ovčinnikov Celina Schoibl      | 38. Šimon Potůček 18. Eliška Adamovská      | 8      | 26 27 | 51 46 |
| 2017 | Alberto Ginés López Camille Pouget       | Davide Marco Colombo Lucie Watillon | Semen Ovčinnikov Vanda Michalková    | — 16. Eliška Bulenová                       | 8      | 22 21 | 22 21 |
| 2018 | Paul Jenft Nika Potapova                 | Thomas Podolan Luce Douady          | Ties Vancraeynest Lucija Tarkus      | 4. Ondřej Slezák 4. Michaela Smetanová      | 8      | 26    | 64 55 |

### Rychlost B
| rok  | zlato                               | stříbro                                 | bronz                              | další pořadí                                | finále | semi | počet |
| ---- | ----------------------------------- | --------------------------------------- | ---------------------------------- | ------------------------------------------- | ------ | ---- | ----- |
| 2012 | Alexandr Šikov Patrycja Chudziak    | Kostiantyn Pavlenko Aurelia Sarisson    | Ludovico Fossali Margaux Deschamps | 9. Miroslav Doseděl 11. Veronika Scheuerová | 8/4    | —    | 20 15 |
| 2013 | Lev Rudatskiy Anastasia Manuylova   | Kostiantyn Dmitriiev Oleksandra Volkova | Mykyta Lukianov Darja Kanová       | 13. Pavel Krutil —                          | 8/4    | —    | 21 15 |
| 2014 | Denis Diachkov Ekaterina Barashchuk | Paolo Martignene Elizaveta Ivanova      | Gian Luca Zodda Giulia Fossali     | 10. Matěj Burian —                          | 8/4    | —    | 13 14 |
| 2015 | Matěj Burian Jelena Krasovská       | Petr Zemliakov Irina Varik              | Timur Yamaliev Karina Gareeva      | — 12. Hana Křížová                          | 4/8    | —    | 10 12 |
| 2016 | Almaz Nagaev Karina Gareeva         | Danil Ogorodnikov Giorgia Strazieri     | Roman Bozhko Sara Morandini        | — 12. Hana Křížová                          | 4      | 8/16 | 28 22 |
| 2017 | neznámá vlajka · neznámá vlajka     | neznámá vlajka · neznámá vlajka         | neznámá vlajka · neznámá vlajka    | Česko · Česko                               |        |      |       |
| 2018 | neznámá vlajka · neznámá vlajka     | neznámá vlajka · neznámá vlajka         | neznámá vlajka · neznámá vlajka    | Česko · Česko                               |        |      |       |

### Bouldering B
| rok  | zlato                           | stříbro                           | bronz                              | další pořadí                              | finále | semi | počet |
| ---- | ------------------------------- | --------------------------------- | ---------------------------------- | ----------------------------------------- | ------ | ---- | ----- |
| 2013 | Matic Kotar Janja Garnbret      | Stefano Carnati Franziska Sterrer | Jules Nicouleau Bourles Sara Lukic | 35. Pavel Krutil 20. Veronika Šimková     | 6      | —    | 37 39 |
| 2014 | Matic Kotar Janja Garnbret      | Dominik Haertl Jelena Krasovská   | Dominic Vincent Pyrene Santal      | 23. Jakub Konečný 31.—32. Sabina Večeřová | 6      | —    | 42 37 |
| 2015 | Petar Ivanov Giorgia Tesio      | Filip Schenk Jelena Krasovská     | Matteo Manzoni Pyrene Santal       | —                                         | 8      | —    | 27 30 |
| 2016 | Sam Avezou Celina Schoibl       | Markus Gillberg Laura Rogora      | Nathan Martin Sandra Lettner       | 37. Kryštof Kotyz 36. Natálie Tuzová      | 6 7    | —    | 39 38 |
| 2017 | neznámá vlajka · neznámá vlajka | neznámá vlajka · neznámá vlajka   | neznámá vlajka · neznámá vlajka    | Česko · Česko                             |        |      |       |
| 2018 | neznámá vlajka · neznámá vlajka | neznámá vlajka · neznámá vlajka   | neznámá vlajka · neznámá vlajka    | Česko · Česko                             |        |      |       |

## Nejúspěšnější medailisté

### Chlapci
| Jméno           | Celkem | Junioři                                          | Kat. A        | Kat. B                           | Disciplíny           | Období         |
| --------------- | ------ | ------------------------------------------------ | ------------- | -------------------------------- | -------------------- | -------------- |
| Alexandr Šikov  | 3/0/0  | Zlatá medaile                                    | Zlatá medaile | Zlatá medaile                    | rychlost             | 2012-2015      |
| Domen Škofic    | 2/1/0  | Zlatá medaile · Stříbrná medaile · Zlatá medaile | —             | —                                | obtížnost bouldering | 2012-2013 2013 |
| Hannes Puman    | 2/1/0  | Zlatá medaile · Stříbrná medaile                 | Zlatá medaile | —                                | obtížnost            | 2013-2016      |
| Stefano Carnati | 2/1/0  | —                                                | · -           | Zlatá medaile · Stříbrná medaile | obtížnost bouldering | 2013-2015 2013 |

### Dívky
| Jméno          | Celkem | Juniorky                                                            | Kat. A                                           | Kat. B                                                        | Disciplíny            | Období    |
| -------------- | ------ | ------------------------------------------------------------------- | ------------------------------------------------ | ------------------------------------------------------------- | --------------------- | --------- |
| Janja Garnbret | 6/0/0  |                                                                     | Zlatá medaile · Zlatá medaile                    | Zlatá medaile · Zlatá medaile · Zlatá medaile · Zlatá medaile | obtížnost bouldering  | 2013-2015 |
| Jessica Pilz   | 4/3/0  | Zlatá medaile · Zlatá medaile · Stříbrná medaile · Stříbrná medaile | Zlatá medaile · Zlatá medaile · Stříbrná medaile | —                                                             | obtížnost, bouldering | 2012-2015 |
| Staša Gejo     | 2/2/1  | Zlatá medaile · Zlatá medaile                                       | Stříbrná medaile · Bronzová medaile              | Stříbrná medaile                                              | obtížnost, bouldering | 2012-2016 |
| Anak Verhoeven | 1/2/1  | Zlatá medaile · Stříbrná medaile                                    | Stříbrná medaile · Bronzová medaile              | —                                                             | obtížnost             | 2012-2015 |

### Čeští Mistři a medailisté
| Šampionát | Disciplína | Kategorie | Lezec/lezkyně | Zlato         | Stříbro | Bronz |
| --------- | ---------- | --------- | ------------- | ------------- | ------- | ----- |
| MEJ 2015  | Rychlost   | Kat. B    | Matěj Burian  | Zlatá medaile |         |       |
| MEJ 2016  | Obtížnost  | Kat. A    | Jakub Konečný | Zlatá medaile |         |       |
| MEJ 2018  | Obtížnost  | Junioři   | Jakub Konečný | Zlatá medaile |         |       |

### Medaile podle zemí
|     | Země               | 2012 | 2013 | 2014 | 2015 | 2016 | 2017 | 2018 | celkem |
| --- | ------------------ | ---- | ---- | ---- | ---- | ---- | ---- | ---- | ------ |
| 1.  | Rusko              | 7    | 12   | 8    | 15   | 15   |      |      | 57     |
| 2.  | Rakousko           | 6    | 10   | 10   | 4    | 9    |      |      | 39     |
| 3.  | Francie            | 7    | 6    | 6    | 7    | 11   |      |      | 37     |
| 4.  | Itálie             | 4    | 3    | 9    | 8    | 9    |      |      | 33     |
| 5.  | Slovinsko          | 1    | 7    | 7    | 4    | 2    |      |      | 21     |
| 6.  | Ukrajina           | 2    | 4    | 3    | 2    |      |      |      | 11     |
| 6.  | Švýcarsko          |      | 2    | 3    | 3    | 3    |      |      | 11     |
| 8.  | Německo            | 3    | 2    | 3    |      |      |      |      | 8      |
| 9.  | Polsko             | 3    | 2    | 1    | 1    |      |      |      | 7      |
| 10. | Belgie             | 2    | 2    | 1    | 1    |      |      |      | 6      |
| 11. | Švédsko            |      | 1    |      | 1    | 3    |      |      | 5      |
| 11. | Spojené království |      |      | 1    | 3    | 1    |      |      | 5      |
| 13. | Srbsko             | 1    |      | 1    | 1    |      |      |      | 3      |
| 14. | Španělsko          |      |      | 1    | 1    |      |      |      | 2      |
| 14. | Česko              |      |      |      | 1    | 1    |      |      | 2      |
| 16. | Izrael             |      | 1    |      |      |      |      |      | 1      |
| 16. | Norsko             |      | 1    |      |      |      |      |      | 1      |
| 16. | Bulharsko          |      |      |      | 1    |      |      |      | 1      |
| 18  | celkem             | 36   | 54   | 54   | 54   | 54   |      |      | 252    |

### Vítězové podle zemí
|     | Země               | 2012 | 2013 | 2014 | 2015 | 2016 | 2017 | 2018 | celkem |
| --- | ------------------ | ---- | ---- | ---- | ---- | ---- | ---- | ---- | ------ |
| 1.  | Rusko              | 3    | 6    | 3    | 4    | 5    |      |      | 21     |
| 2.  | Rakousko           | 5    | 3    | 4    | 1    | 2    |      |      | 15     |
| 3.  | Slovinsko          | 1    | 3    | 3    | 4    | 1    |      |      | 12     |
| 4.  | Francie            |      | 3    | 2    |      |      |      |      | 10     |
| 5.  | Itálie             |      | 1    | 1    | 2    | 3    |      |      | 7      |
| 6.  | Švédsko            |      | 1    |      | 1    | 1    |      |      | 3      |
| 7.  | Ukrajina           | 1    |      | 1    |      |      |      |      | 2      |
| 7.  | Belgie             | 1    |      | 1    |      |      |      |      | 2      |
| 7.  | Polsko             | 1    |      |      | 1    |      |      |      | 2      |
| 7.  | Německo            |      | 1    | 1    |      |      |      |      | 2      |
| 7.  | Švýcarsko          |      |      | 2    |      |      |      |      | 2      |
| 7.  | Česko              |      |      |      | 1    | 1    |      |      | 2      |
| 13. | Srbsko             |      |      |      | 1    |      |      |      | 1      |
| 13. | Spojené království |      |      |      | 1    |      |      |      | 1      |
| 13. | Španělsko          |      |      |      | 1    |      |      |      | 1      |
| 13. | Bulharsko          |      |      |      | 1    |      |      |      | 1      |
| 16  | celkem             | 12   | 18   | 18   | 18   | 18   |      |      | 84     |